# Венера Таврическая
Венера Таврическая (лат.  Tauride Venus) — античная мраморная статуя, изображающая богиню красоты и любви Венеры (у греков Афродита) перед или после (?) купания. Относится к типу  «Венеры Стыдливой», или Целомудренной (лат. Venus Pudica) и восходит к прославленному древнегреческому оригиналу Афродиты Книдской (350—330 гг. до н. э.), произведению скульптора Праксителя. Датировки статуи спорны. Одни исследователи считают её оригинальным римским произведением III в. до н. э., другие — повторением греческого бронзового оригинала скульптором неоаттической школы середины II в. до н. э. или даже II в. н. э. Основанием для столь «широкой датировки» являются маньеристичные пропорции, свидетельствующие о вторичности произведения: маленькая голова, слишком короткий торс, геометризация форм груди и чувственная полнота бёдер.

## История
Мраморная статуя высотой 167 см была найдена в окрестностях Рима в 1718 году без рук, отбитую голову откопали рядом. У статуи также были отбиты голени и часть подпорного «пенька». Судя по отверстиям (залитым гипсом) были прикреплены ещё какие-то детали. Отреставрирована в Риме скульптором Б. Кавачеппи, который прикрепил голову и создал новые руки (позднее были удалены). Находилась в коллекции кардинала А. Альбани.
Куплена агентом российского царя Петра I Ю. И. Кологривовым, посланным в Италию с целью приобретения «антиков» для кунсткамеры в Санкт-Петербурге. Как только римский губернатор узнал о состоявшейся сделке, он велел взять под стражу продавшего Венеру, а саму статую конфисковать. Однако благодаря хлопотам кардинала Оттобони, приятеля Саввы Лукича Рагузинского (Владиславича), благожелательную позицию в этом вопросе занял сам Папа Климент XI. В итоге притязания русских уполномоченных удовлетворили и Венус вернули, правда пришлось согласиться на передачу Ватикану мощей Святой Бригитты Шведской. По иной версии статуя была подарена Петру в знак благодарности за пропуск католических миссионеров в Китай.
В 1721 году Венеру сухим путём («в качалке») доставили в Санкт-Петербург и установили «в галерее на мраморных столбах» в Летнем саду близ берега Невы. Эта галерея хорошо видна на гравюре А. Ф. Зубова 1717 года. Статую охранял гвардеец, а царь заставлял своих приближённых по очереди целовать обнажённый мрамор. «Приближённые крестились, а солдаты следили за тем, чтобы никто не отлынивал. Так осуществлялось просвещение».

В средней галерее стоит мраморная статуя Венеры, которой царь до того дорожит, что приказывает ставить к ней для охранения часового. Она в самом деле превосходна, хотя и подпорчена немного от долгого лежания в земле.— Ф. В. Берхгольц, 1721

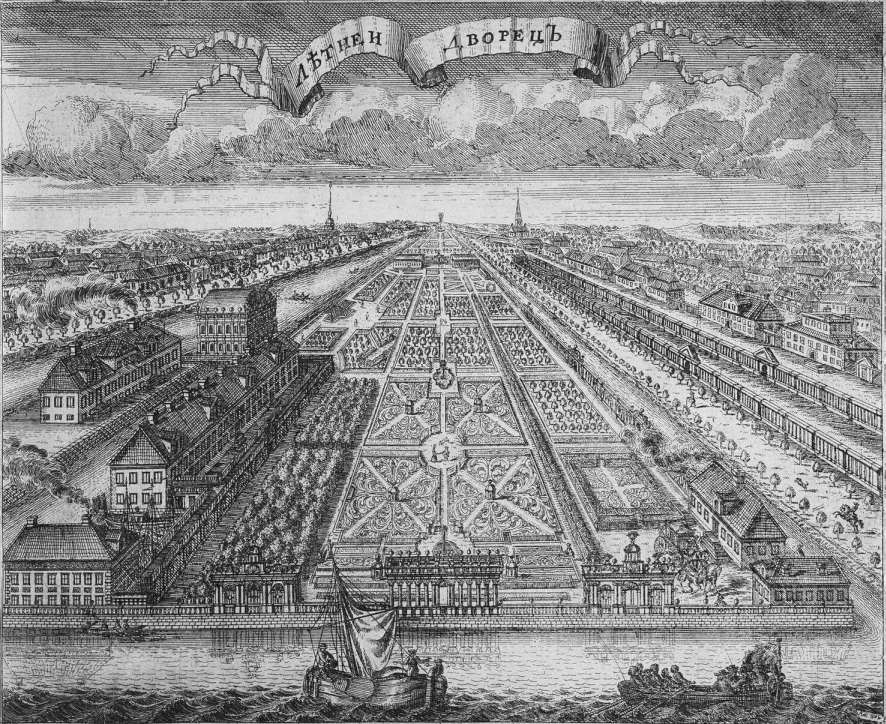
Вид Летнего сада от реки Невы. Гравюра А. Ф. Зубова. 1717

Петра I подвергали критике за то, что «в царских палатах и садах повсюду выставлены «нагие языческие боги»». Позднее статую Венеры установили в павильоне «Грот», строившемся в Летнем саду с 1714 года. После этого, вероятно, в «Гроте II», построенном при императрице Елизавете Петровне в Царском Селе по проекту Ф. Б. Растрелли. По одной из версий скульптура находилась там и после 1777 года, при Екатерине II (по другой — её вообще не было в Царском Селе). В 1796 году император Павел I (по документам Гоф-Интендантской конторы) распорядился перенести статую в свой Михайловский замок (но эти сведения подвергаются сомнению).
При императоре Александре I с 1801 года «Венера» находилась в Таврическом дворце, откуда и произошло её название. В 1824—1827 годах в петербургской Академии художеств скульптор В. И. Демут-Малиновский, также занимавшийся реставрацией античных статуй (как её понимали в то время), приделал фигуре новые руки (позднее, в 1850 году, они были удалены). В 1827 году по распоряжению императора Николая I статую из Академии художеств возвратили в Таврический дворец, а её плинт был опоясан латунным кольцом, на котором награвировали придуманную императором надпись: «Императору Петру I-му в угодность подарил Папа Климент XI в 1719 году». В 1852 году статуя Венеры Таврической была торжественно перенесена в только что открывшиеся для обозрения залы здания Нового Эрмитажа, где она и находится в настоящее время.